# Lélex
Lélex es una comuna francesa del departamento de Ain, en la región de Auvernia-Ródano-Alpes. Pertenece a la comunidad de comunas del Pays de Gex.

## Demografía
| 156 | 184 | 183 | 203 | 232 | 221 | 231 |
| Para los censos de 1962 a 1999 la población legal corresponde a la población sin duplicidades (Fuente: INSEE [Consultar]) |     |     |     |     |     |     |